# Европейски път E07
Европейски път E07 е автомобилен маршрут в Европа от град По, Франция до Сарагоса, Испания.